# Islam in der Schweiz

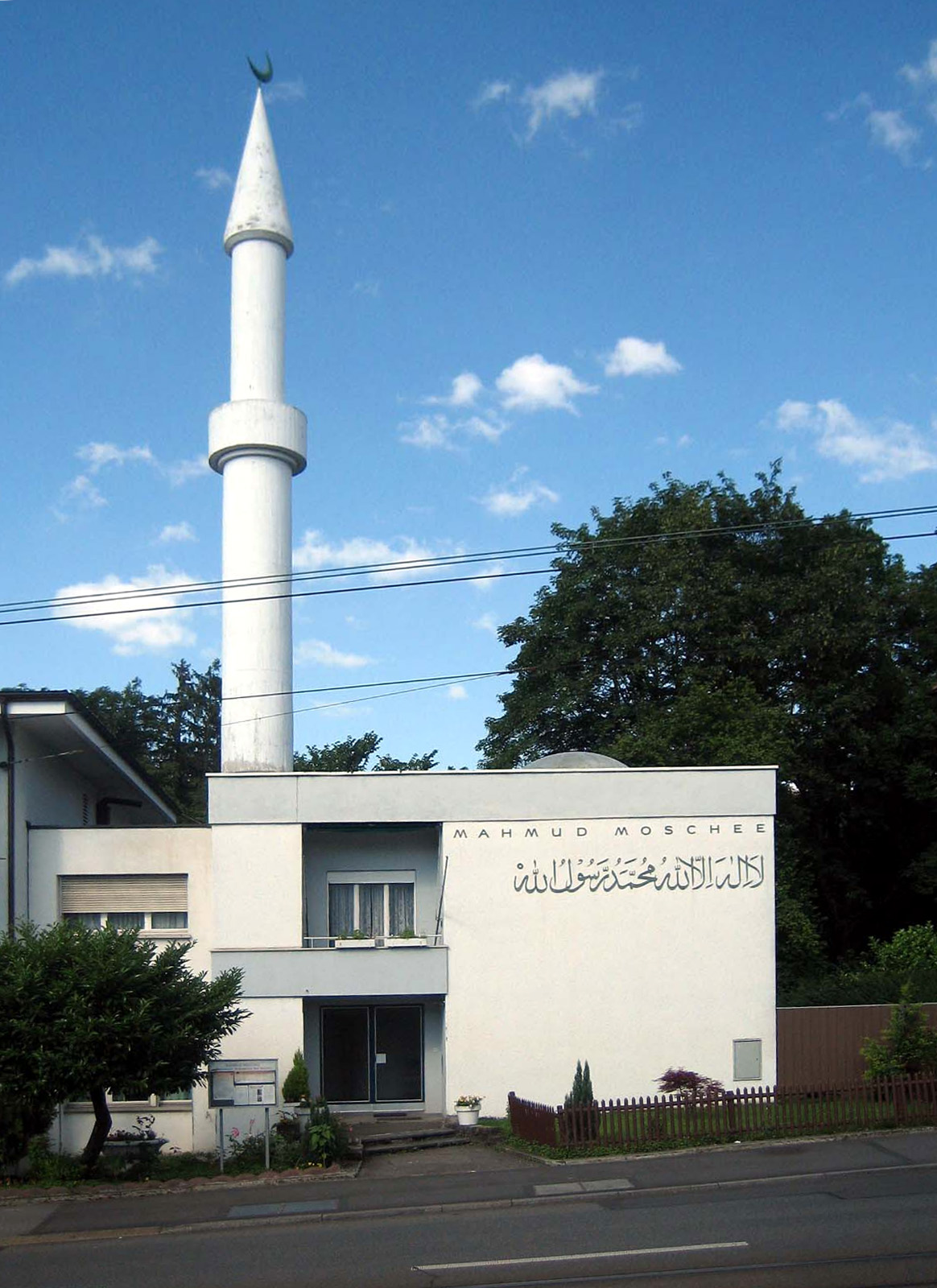
Die 1963 eröffnete Mahmud-Moschee in Zürich, die erste Moschee der Schweiz

Der Islam hat in der Schweiz laut der Schweizer Strukturerhebung aus dem Jahr 2019 ungefähr 392 000 Anhänger (5,5 % Anteil in der Gesamtbevölkerung) über 15 Jahren in der ständigen Wohnbevölkerung, andere Angaben gehen 2007 von über 440 000 Muslimen in der Schweiz aus (5,8 % Anteil in der Gesamtbevölkerung). Die meisten von ihnen sind seit Mitte des 20. Jahrhunderts aus dem ehemaligen Jugoslawien und der Türkei eingewandert. Der Islam ist damit nach dem Christentum die zweitgrösste Religion in der Schweiz.

## Geschichte
Die Geschichte des Islams in der heutigen Schweiz ist älter als die Eidgenossenschaft an sich. Sie beginnt im 10. Jahrhundert, als Muslime vorübergehend in das Hochburgund beziehungsweise in die heutige Schweiz eindrangen.

### Mittelalter
Aus dem südfranzösischen Fraxinetum (Provence) vorstossende Araber – auch als Sarazenen bezeichnet – drangen 939 bis Genf vor und stiessen in den folgenden Jahren ins Wallis, Teile Graubündens und in die Ostschweiz. Möglich wurde dies durch einen Frieden, den Hugo, Dux Francorum, König der Lombardei und faktischer Herrscher der Provence im Jahr 941 mit den Sarazenen schloss und ihnen dabei formell die Alpenpässe überliess. Damit sicherte er sich die Unterstützung von Abd ar-Rahman, des Kalifen von Córdoba und gewann einen möglichen Verbündeten gegen die Bedrohung aus dem Norden, wo König Otto I. nach Süden drängte. Zwischen 952 und 960 beherrschten die Araber nach der Schlacht bei Orbe weite Teile im Süden und Westen der Schweiz einschliesslich des Grossen St. Bernhard-Passes und stiessen im Nordosten überfallartig bis St. Gallen vor, im Südosten bis Pontresina. Die arabischen Überfälle («Razzien») wurden mit der Eroberung des Brückenkopfs Fraxinetum durch provencialische Truppen um 975 beendet. Etymologische Ableitungen einiger Walliser Ortsnamen von arabischen Bezeichnungen werden derzeit von der linguistischen Forschung abgelehnt. Siedlungsspuren der Sarazenen im schweizerischen Alpenraum wurden bis jetzt ebenfalls nicht entdeckt.

### Neuzeit
Erst im Jahr 1799 zogen kurzzeitig wieder grössere Gruppen von Muslimen – diesmal Tataren – über die Alpenpässe. Als Teil der russischen Armeen Suworows und Rimski-Korsakows kämpften sie in der Zweiten Schlacht um Zürich gegen französische Revolutionstruppen.

### 20. Jahrhundert
1935 fand in der Schweiz ein von Ägyptern inspirierter Kongress Europäischer Muslime statt. Im Jahr 1945 kamen die ersten Türken in die Schweiz, um sich an schweizerischen Hochschulen – zum Teil mit Unterstützung des türkischen Staates – ausbilden zu lassen (darunter auch der spätere Minister Tahsin Önalp, der an der ETH Zürich promoviert wurde). Die meisten kehrten nach dem Abschluss des Studiums wieder in die Türkei zurück. 1946 kam auch eine Gruppe Ahmadiyya-Missionare ins Land und bauten mit der Mahmud-Moschee in Zürich 1963 die erste Moschee der Schweiz. 1978 wurde die Genfer Moschee eröffnet.
Anfang 1960er bis Mitte der 1970er Jahre kamen türkische Gastarbeiter und etwas später ihre Familien (siehe auch Türkeistämmige in der Schweiz). Zur gleichen Zeit wanderten Gastarbeiter aus Jugoslawien und damit auch aus dessen islamisch geprägten Teilen in die Schweiz ein, zuerst als Saisonniers, in der Folge mit festem Wohnsitz. Später flohen während des Bosnienkrieges und des Kosovokrieges viele Menschen aus diesen Regionen zu ihren Verwandten. Der Islam in der deutschsprachigen Zentralschweiz ist daher vor allem bosnisch, albanisch (mehrheitlich Kosovo und Mazedonien, siehe Albaner in der Schweiz) und türkisch geprägt, in der Romandie sind arabischstämmige Muslime stärker vertreten. Die grössten muslimischen Bevölkerungsanteile finden sich in der französischsprachigen Westschweiz, die geringsten in der italienischen Südschweiz.

### 21. Jahrhundert
Der Anteil der Muslime an der Gesamtbevölkerung über 15 Jahren ist kantonal sehr unterschiedlich und reicht von mehr als 8 % in St. Gallen bis weniger als 2 % in Graubünden im Jahr 2019. Generell leben in der deutschen Schweiz und in dichter besiedelten Kantonen prozentual mehr Muslime als in der lateinischen Schweiz und in ländlicheren Kantonen (mit Ausnahme der Kantone Genf und Glarus, wo rund 7 % der Bevölkerung Muslime sind).

## Rechtsstreitigkeiten um Minarettbauten

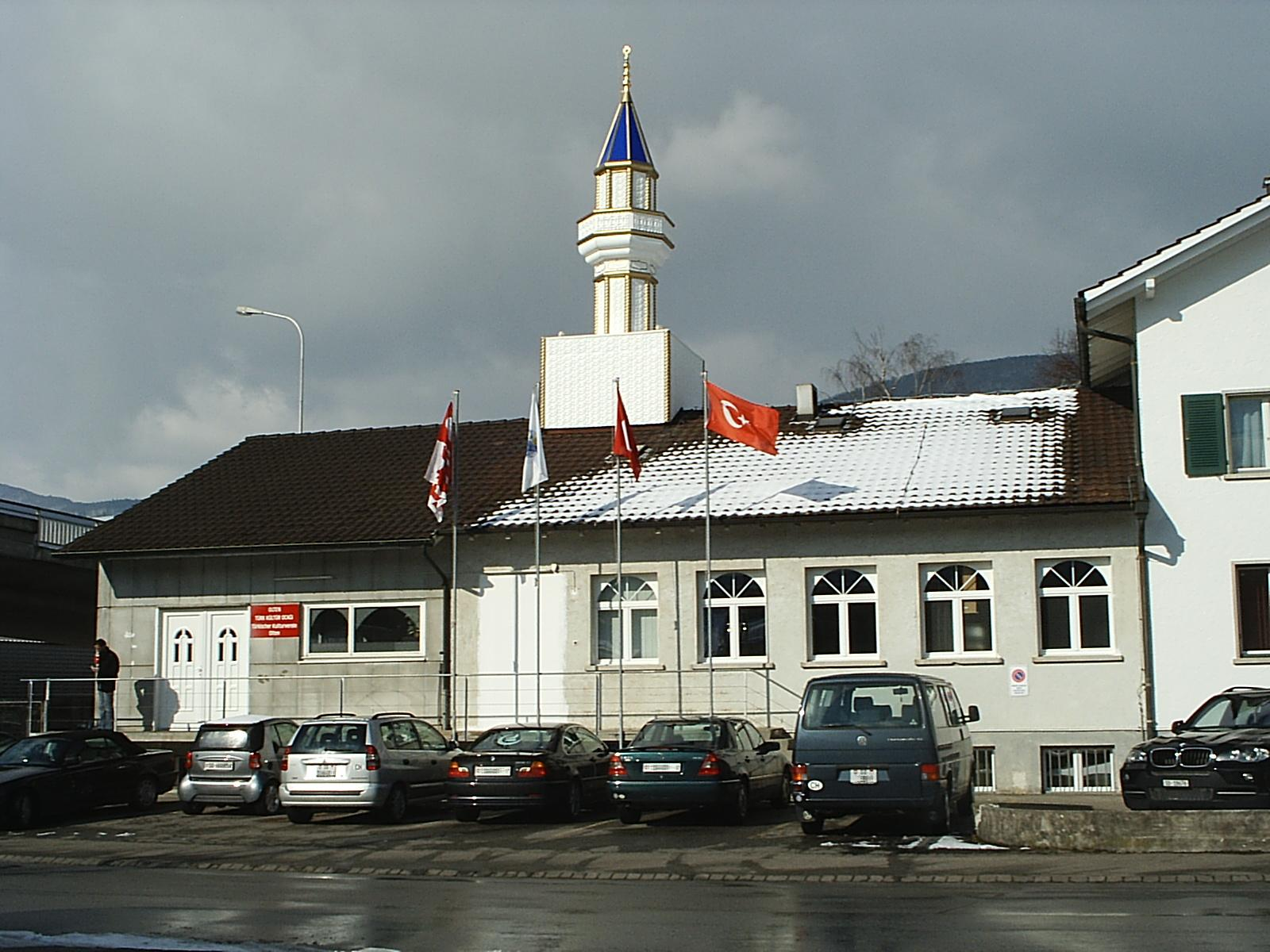
Moschee in Wangen bei Olten, mit 2009 errichtetem Minarett

Rechtsstreitigkeiten um den Bau von Moscheen oder Moscheeerweiterungen (Minarette) beeinflussten seit 2006 das Zusammenleben mit den Muslimen in der Schweiz. Dabei handelte es sich um die Errichtung von Minaretten bei den bestehenden muslimischen Gebetsräumlichkeiten in drei Gemeinden (Wangen bei Olten, Langenthal und Wil SG) sowie um den Plan zum Bau eines Islamischen Zentrums in Bern.
Die Schweizerische Volkspartei (SVP) mobilisierte gegen die Bauvorhaben; im Kanton Zürich kam es zu einer Parlamentarischen Initiative, und am 1. Mai 2007 wurde eine Eidgenössische Volksinitiative mit dem Titel «Gegen den Bau von Minaretten», welche den Bau von Minaretten in der Schweiz untersagen wollte, offiziell gestartet. Diese Initiative wurde am 29. November 2009 mit einer deutlichen Mehrheit angenommen, die meisten Gegenstimmen kamen aus der Westschweiz.

## Islamische Organisationen in der Schweiz
Da unter den Muslimen auf Grund von Herkunft und Kultur starke Unterschiede bestehen, gibt es noch immer viele verschiedene Vereine und Gruppen, die untereinander relativ wenig Kontakt pflegen. Diese Gruppen treffen sich meist in sogenannten Hinterhofmoscheen. Ihre Organisation verbessert sich jedoch konstant.
Die Ahmadiyya-Bewegung des Islams in der Schweiz (Nationalorganisation der Ahmadiyya Muslim Jamaat) hat etwa 700 Mitglieder und ihr Emir (Präsident) ist Walid Tariq Tarnutzer.
Das Diyanet İşleri Başkanlığı (kurz: Diyanet) ist eine staatliche Einrichtung zur Verwaltung religiöser Angelegenheiten in der Türkei. Diese unterhält neben der Türkisch-Islamische Union der Anstalt für Religion (DITIB) in Deutschland und der Türkisch-islamische Union für kulturelle und soziale Zusammenarbeit in Österreich (ATIB) auch in der Schweiz eine eigne Niederlassung unter dem Namen «İsviçre Türk Diyanet Vakfı» (ITDV bzw. İTDV) bzw. auf Deutsch «Türkisch Islamische Stiftung für die Schweiz» (TISS).
Seit 1989 gründeten muslimische Migranten in der Schweiz mehrere «sprach- und kulturübergreifende Dachverbände»:
- 1989 die Gemeinschaft islamischer Organisationen der Schweiz (GIOS)[12] in Zürich, der Stadt mit der grössten Zahl von islamischen Einwohnern in der Schweiz; die GIOS besteht nicht mehr.
- 1994 die Organisation Muslime und Musliminnen der Schweiz, besteht nicht mehr
- 1995 die Vereinigung der Islamischen Organisationen in Zürich (VIOZ) in Zürich
- 1997 die Basler Muslim Kommission in Basel-Stadt und Basel-Landschaft[13]
- 2000 die Koordination Islamischer Organisationen Schweiz (KIOS) in Bern
- 2002 die Islamische Gemeinde Luzern (IGL) in Luzern
- 2003 der Dachverband islamischer Gemeinden der Ostschweiz und des Fürstentums Liechtenstein
- 2004 das Forum für einen fortschrittlichen Islam in Zürich[14]
- 2006 die Föderation Islamischer Dachorganisationen in der Schweiz (FIDS)
- 2009 der Islamische Zentralrat Schweiz (IZRS), Sitz in Bern
- 2017 der konfessionsübergreifende, progressive Verein Al-Rahman – mit Vernunft und Hingabe, Sitz in Zürich[15]